# Harkud, Basavakalyan
Harkud là một làng thuộc tehsil Basavakalyan, huyện Bidar, bang Karnataka, Ấn Độ.